# Drhleny
Drhleny jsou malá vesnice, část obce Kněžmost v okrese Mladá Boleslav ve Středočeském kraji. Nacházejí se asi dva kilometry východně od Kněžmostu. Nadmořská výška je 250 metrů. Vesnicí protéká potok Kněžmostka a severně od vesnice se nachází Drhlenský rybník, který má rozlohu 28 hektarů a je využíván k rekreaci. Drhleny leží v katastrálním území Suhrovice o výměře 4,25 km². Vesnicí vede silnice III/2684.

## Historie
Původně byly zvané Drliny. Patří katastrálně k obci Suhrovice. Její součástí jsou minimálně od konce 18. století, kdy bylo zavedeno povinné číslování domů. První zmínka o obci je k roku 1572, ale uváděn je pouze rybník, který patřil Vančurům z Řehnic. Další zmínka je z roku 1604, kdy je odtud uváděn i mlýn, v tomto roce přechází Drhleny od panství Horní Malobratřice k panství Valečov.